# コロリョフ (小惑星)
コロリョフ (1855 Korolev) は小惑星帯に位置する小惑星。ロシアの女性天文学者リュドミーラ・チェルヌイフがクリミア天体物理天文台で発見した。
ソビエト連邦の最初期のロケット開発指導者であるセルゲイ・パヴロヴィチ・コロリョフ（Сергей Павлович Королёв スィルギェーイ・パーヴラヴィチ・カラリョーフ、ラテン文字転写の例 Sergei Pavlovich Korolyov）から命名された。